# Michal Hroza
Michal Hroza (17. prosince 1975 Plzeň) je český komunální politik. Od 16. února 2023 je radním hlavního města Prahy pro oblast infrastruktury. V období od května 2019 do dubna 2023 byl místostarostou Prahy 4 pro majetek a kulturu, od listopadu 2014 do března 2015 působil jako radní Prahy 4 pro kulturu. Od roku 2018 je místopředsedou Krajské organizace TOP 09 Praha, zároveň je dlouholetým předsedou TOP 09 v Praze 4.

## Život a profesní kariéra
Narodil se 17. prosince 1975 v Plzni, ale celý život žije v Praze. Vystudoval Fakultu humanitních studií Univerzity Karlovy, poté studoval obor Ukrajinistika-rusistika na Filosofické fakultě Univerzity Karlovy. Studium ukončil prací na téma české menšiny ve Lvově.

### Profesní kariéra
V organizaci Post Bellum měl na starosti projekt Paměť národa, který patří k největším evropským projektům zaměřeným na zachování vzpomínek válečných veteránů, politických vězňů a pamětníků totalitních režimů. Po vzniku Ústavu pro studium totalitních režimů (ÚSTR) v roce 2009 pracoval 11 let jako ředitel edičního/produkčního odboru. Podílel se na vydávání knih, pořádání mezinárodních konferencí a výstav. Působil i v Česko-německém fondu budoucnosti.

### TOP 09
Členem TOP 09 se stal v roce 2010. Od roku 2015 je opakovaně volen předsedou regionální organizace TOP 09 Praha 4, od roku 2016 je členem tamního místního výboru. Od roku 2018 je pravidelně volen místopředsedou Krajské organizace TOP 09 Praha. V roce 2023 byl na celostátním sněmu TOP 09 zvolen členem republikového smírčího výboru strany

#### Praha 4
Do zastupitelstva Městské části Praha 4 kandidoval poprvé v roce 2010. Zastupitelem Prahy 4 se stal v roce 2014. Následně byl znovuzvolen i v letech 2018, (kdy vedl tamní kandidátku TOP 09) a i v roce 2022, kdy kandidoval jako nejvýše postavený člen TOP 09 na společné kandidátce s názvem: Společně ODS a TOP 09 Praha 4.
Od listopadu 2014 do března 2015 působil krátce jako radní Prahy 4 pro kulturu, kdy byl mj. iniciátorem projektu Příběhy našich sousedů na Praze 4.
Dne 24. dubna 2019 byl zastupitelstvem Prahy 4 zvolen místostarostou, kterým byl v období duben 2019 – březen 2023.. Na starost měl oblast majetku a kultury v nejlidnatější pražské městské části. Po zvolení do Rady hl. m. Prahy, v únoru 2023, na post místostarosty následně rezignoval, v Praze 4 zůstává členem Zastupitelstva Prahy 4 i nadále.

### Hlavní město Praha a radní pro infrastrukturu
V roce 2018 Michal Hroza kandidoval do Zastupitelstva hlavního města Prahy na kandidátce Spojených sil pro Prahu (TOP 09 a Starostové). V roce 2022 již byl zvolen zastupitelem Magistrátu hlavního města Prahy, a to za uskupení SPOLU pro Prahu. Následně byl zvolen jako člen předsednictva zmíněného magistrátního klubu.
Dne 16. 2. 2023 byl, jako nominant za SPOLU pro Prahu, pražským zastupitelstvem zvolen radním pro oblast infrastruktury.

## Osobní život
Ve volném čase se Michal Hroza věnuje rodině.
Je ženatý a má syna, se kterým sdílí zálibu v historii a cestování.
Rád hraje na saxofon a klarinet, je zakládajícím členem hudební skupiny Ahmed má hlad a působí rovněž v kapele Neočekávaný dýchánek.